# Xanthomicrogaster seres
Xanthomicrogaster seres är en stekelart som beskrevs av Nixon 1965. Xanthomicrogaster seres ingår i släktet Xanthomicrogaster och familjen bracksteklar. Inga underarter finns listade i Catalogue of Life.